# Heikki Ikola
Heikki Ikola   (Jurva, 9 de setembre de 1947) és un biatleta finlandès, ja retirat, que va competir durant les dècades 1970 i 1980. És considerat el millor biatleta finlandès de la història.
El 1972 va prendre part en els Jocs Olímpics d'Hivern de Sapporo, on guanyà la medalla de plata en la cursa de relleus del programa de biatló. Formà equip amb Esko Saira, Juhani Suutarinen i Mauri Röppänen. Quatre anys més tard, als Jocs d'Innsbruck, va disputar dues proves del programa de biatló. Revalidà la medalla de plata en la cursa de relleus, aquesta vegada formant equip amb Henrik Flöjt, Esko Saira i Juhani Suutarinen i també guanyà la medalla de plata en els 20 quilòmetres. En aquests Jocs fou l'abanderat de la delegació finlandesa en la cerimònia de clausura dels Jocs. La tercera i darrera participació en uns Jocs fou el 1980, a Lake Placid, on fou divuitè en els 20 quilòmetres. Fou l'abanderat de la delegació finlandesa en la cerimònia inaugural dels Jocs. En el seu palmarès també destaquen quatre medalles d'or i tres medalles de plata al Campionat del món de biatló, entre el de 1974 i el de 1981.
El 1975 i 1981 fou escollit atleta finlandès de l'any. Un cop retirat passà a exercir d'entrenador de l'equip olímpic finlandès de biatló i posteriorment fou comentarista a la TV.